# Rezerwat przyrody Miodne
Rezerwat przyrody Miodne – leśny rezerwat przyrody położony na obszarze gminy Zwoleń, w powiecie zwoleńskim (województwo mazowieckie). Leży w granicach Kozienickiego Parku Krajobrazowego.
Rezerwat został utworzony w 1985 roku. Zajmuje powierzchnię 20,38 ha. Posiada otulinę o powierzchni 1,82 ha.
Celem ochrony jest zachowanie fragmentu lasu mieszanego z udziałem buka, występującego na północnej granicy zasięgu.
Obszar rezerwatu podlega ochronie czynnej.

## Podstawa prawna
- Zarządzenie Ministra Leśnictwa i Przemysłu Drzewnego z dnia 11 kwietnia 1985 r. w sprawie uznania za rezerwaty przyrody, M.P. z 1985 roku Nr 7, poz. 60
- Rozporządzenie Nr 274 Wojewody Mazowieckiego z dnia 12 grudnia 2001 r. w sprawie ogłoszenia wykazu rezerwatów przyrody zlokalizowanych na terenie województwa mazowieckiego i utworzonych do dnia 31 grudnia 1998 roku
- Zarządzenie Regionalnego Dyrektora Ochrony Środowiska w Warszawie z dnia 10 kwietnia 2017 r. w sprawie rezerwatu przyrody Miodne